# 4. februar
4. februar er dag 35 i året, i den gregorianske kalender. Der er 330 dage tilbage af året (331 i skudår).
Dagens navn er Veronica.

### Begivenheder
Født - Dødsfald
- 1600 - Tycho Brahe og Johannes Kepler mødes for første gang i nærheden af Prag. Det ender med, at de to lærde astronomer, trods stor uenighed om solsystemets arkitektur, arbejder sammen til Tycho Brahes død året efter.
- 1733 - Stavnsbåndet indføres. Bønderkarle skal blive på deres fødegods, til de fylder 36 år; det ophæves igen i 1788.
- 1783 - I den amerikanske uafhængighedskrig erklæres ophør af fjendtlighederne mellem britiske og nordamerikanske styrker. Den 3. september samme år underskrives fredsaftalen i Versailles.
- 1789 - I USA vælges George Washington til sin første præsidentperiode.
- 1794 - Den franske regering ophæver slaveriet i alle territorier under Frankrig.
- 1899 - Den filippinsk-amerikanske krig starter, efter at Emilio Aguinaldo havde proklameret Filippinernes uafhængighed efter Den filippinske revolution.
- 1938 - Adolf Hitler udnævner sig selv til krigsminister og Joachim von Ribbentrop til udenrigsminister.
- 1938   - Disneys Snehvide og de syv små dværge har premiere og bliver den spillefilm, der opnår højest indtjening dette år.
- 1945 - Jaltakonferencen indledes.
- 1948 - Sri Lanka opnår uafhængighed fra Storbritannien.
- 1976 - Ved et jordskælv i Mellemamerika omkommer mere end 22.000 mennesker i Honduras og Guatemala.
- 1997 - Et flertal i den svenske riksdag godkender en aftale om at lukke Barsebäckværket.
- 2003 - Den Føderale Republik Jugoslavien omdøbes officielt til Serbien og Montenegro.
- 2006 - I Syriens hovedstad Damaskus sætter vrede demonstranter ild på den danske ambassade i protest mod Jyllands-Postens Muhammedtegninger.
- 2006   - Over 200 muslimer mødes i Landstingssalen på Christiansborg og tager første skridt til at danne en sammenslutning af moderate muslimer.

## Født
- 1677 - Johann Ludwig Bach, tysk komponist (død 1731).
- 1740 - Carl Michael Bellman, svensk digter og visesanger (død 1795).
- 1811 - Aristide Cavaillé-Coll, fransk orgelbygger (død 1899)
- 1842 - Georg Brandes, dansk litterat og samfundsdabattør (død 1927).
- 1862 – Hjalmar Hammarskjöld, svensk politiker, Sveriges statsminister 1914–1917  (død 1953).
- 1871 - Friedrich Ebert, tysk politiker og rigspræsident (død 1925).
- 1881 - Fernand Léger, fransk maler (død 1955).
- 1896 - Friedrich Hund, tysk fysiker (død 1997).
- 1897 - Ludwig Erhard, tysk bundeskansler (død 1977).
- 1900 - Jacques Prévert, fransk digter og manuskriptforfatter (død 1977).
- 1902 - Charles Lindbergh, amerikansk pilot (død 1974).
- 1902 - Hartley Shawcross, Baron Shawcross, britisk advokat og politiker, Attorney General for England og Wales (død 2003).
- 1906 - Dietrich Bonhoeffer, tysk præst og nazistmodstander (død 1945).
- 1912 - Byron Nelson, amerikansk golfspiller (død 2006).
- 1913 - Rosa Parks, amerikansk borgerrettighedsforkæmper (død 2005).
- 1915 - Norman Wisdom, britisk komiker (død 2010).
- 1915   - Ray Evans, amerikansk sangskriver (død 2007).
- 1918 - Ida Lupino, amerikansk skuespiller og filminstruktør (død 1995).
- 1921 - K. R. Narayanan, indisk præsident 1997-2002 (død 2005).
- 1941 - Thure Barsøe-Carnfeldt, dansk direktør og tidligere folketingsmedlem.
- 1942 - Jens Kirk, dansk folketingsmedlem.
- 1946 - Sieglinde Ammann, schweizisk atletikudøver.
- 1947 - Arne Lundemann, dansk skuespiller og sanger.
- 1947   - Dan Quayle, amerikansk vicepræsident.
- 1947 - John Campbell Brown, britisk astronom (død 2019).
- 1948 - Alice Cooper, amerikansk musiker.
- 1956 - Josefine Ottesen, dansk forfatter.
- 1962 - Peter Andersen, dansk trommeslager i Shu-bi-dua.
- 1963 - Pirmin Zurbriggen, schweizisk skiløber.
- 1971 - Eric Garcetti, borgmester i Los Angeles, CA.
- 1975 - Natalie Imbruglia, australsk sanger og skuespiller.
- 1977 - Gavin DeGraw, amerikansk musiker.
- 1978 - Jonatan Spang, dansk stand-up komiker og meddirektør på Nørrebros Teater.
- 2003 - Rasmus Højlund, dansk fodboldspiller.

## Dødsfald
- 211 - Septimius Severus, romersk kejser (født 146).
- 1894 - Adolphe Sax, belgisk instrumentbygger (født 1814).
- 1927 - Thomas Laub, dansk komponist og organist (født 1852).
- 1974 - Satyendra Nath Bose, indisk matematiker (født 1894).
- 1983 - Karen Carpenter, amerikansk musiker (født 1950) - anoreksi.
- 1987 - Liberace, amerikansk musiker og entertainer (født 1919).
- 1989 - Thorkild Hansen, dansk forfatter (født 1927).
- 1993 - Jens Peter Jensen, dansk journalist (født 1922).
- 1995 - Patricia Highsmith, amerikansk forfatter (født 1921).
- 2001 - Iannis Xenakis, græsk-fransk komponist (født 1922).
- 2002 - Karen Marie Løwert, dansk skuespiller (født 1914).¨
- 2025 - Jens Ravn, dansk forfatter og filmmand (født 1941).

|  | Denne datoartikel kan blive bedre, hvis der indsættes et (bedre) billede Du kan hjælpe ved at afsøge Wikimedia Commons for et passende billede eller uploade et godt billede til Wikimedia Commons iht. de tilladte licenser og indsætte det i artiklen. |